# Banksia baxteri
Banksia baxteri is een soort struik uit het plantengeslacht Banksia. De soort komt voor langs de zuidkust van Australië, tussen Albany en Esperance. 
... · 
B. aemula · 
B. attenuata · 
B. baxteri · 
B. brownii · 
B. canei · 
B. ericifolia · 
B. integrifolia · 
B. marginata · 
B. prionotes · 
B. serrata · 
B. sphaerocarpa · 
B. verticillata · 
...